# E-Prix de Portland
El e-Prix de Portland será una carrera de automovilismo válida para el Campeonato Mundial de Fórmula E, que se espera disputar en el Portland International Raceway, en Portland, Estados Unidos.

## Historia
Luego de la realización del e-Prix de Nueva York de 2022, se anunció que el trazado neoyorquino no podría albergar la carrera, debido a remodelaciones que tendrían lugar en el puerto de Red Hook en Brooklyn, sin embargo al ser un mercado tan importante para la categoría, los rumores de posibles ubicaciones dentro del país norteamericano surgieron, primero se pensó que San Petersburgo en Florida, sería la sede, sin embargo el 7 de diciembre del año 2022, se anunció que la categoría competiría en Portland, Oregón, utilizando un diseño recortado del Portland International Raceway.

## Ganadores
| Edición | Piloto                 | Equipo          | Circuito | Resultados |
| ------- | ---------------------- | --------------- | -------- | ---------- |
| 2022-23 | Nick Cassidy           | Envision-Jaguar | PIR      | Resultados |
| 2023-24 | António Félix da Costa | Porsche         | PIR      | Resultados |
| 2023-24 | António Félix da Costa | Porsche         | PIR      | Resultados |

## Estadísticas

### Pilotos con más victorias
| Victorias | Piloto                 | Años       |
| --------- | ---------------------- | ---------- |
| 2         | António Félix da Costa | 2024, 2024 |
| 1         | Nick Cassidy           | 2023       |

### Equipos con más victorias
| Victorias | Equipo   | Años       |
| --------- | -------- | ---------- |
| 2         | Porsche  | 2024, 2024 |
| 1         | Envision | 2023       |